# Mexiko under andra världskriget

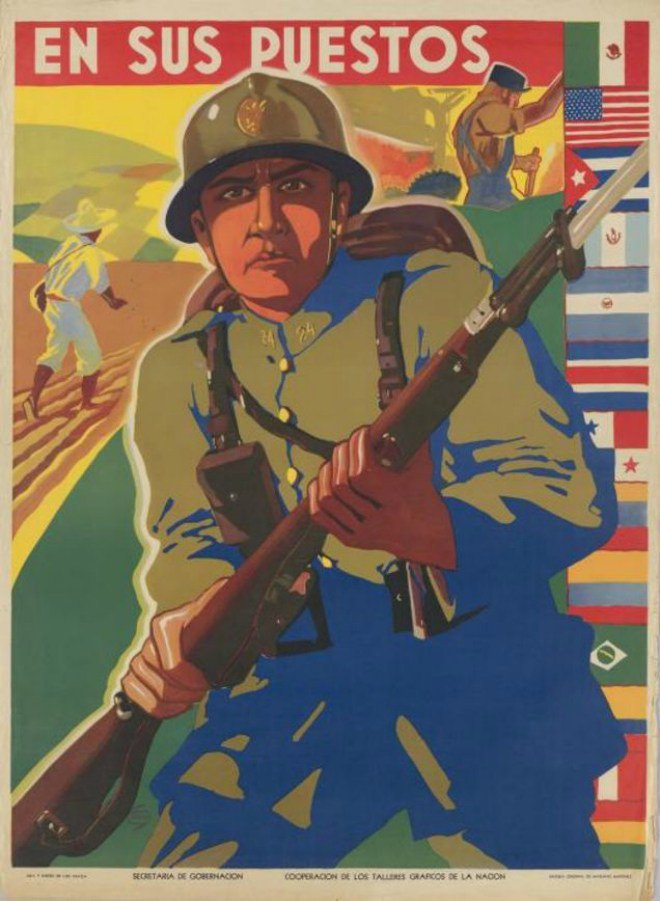
Mexikansk propagandaaffisch emot nazismen.

Mexiko var under andra världskriget krigförande från och med 1942. Det året anslöt sig Mexiko till de allierade, genom att förklara krig mot Tyskland, Italien och Japan; orsaken var att det avslöjats att två oljetankers hade sänkts av nazityska ubåtar. Konflikten hade ett djupgående inflytande på mexikansk politik och ekonomi.

## Historia

### Bakgrund
Redan före krigets start uttryckte den mexikanska regeringen vid flera tillfällen sitt ogillande mot fascistiska nationer. Den 6 november 1935 gick Mexiko med i Nationernas förbunds ekonomiska blockad mot kungariket Italien för dess invasion och efterföljande annektering av det etiopiska riket. Några år senare, den 19 mars 1938, protesterade Mexiko inför Nationernas förbund mot kränkningen av Österrikes suveränitet efter Anschluss. Länder som Storbritannien, Frankrike och USA förblev dock tysta, förmodligen för att inte uppröra Adolf Hitlers nazistregim.
Mexikos initiala neutralitet under andra världskriget utmanades av flera geopolitiska och ekonomiska överväganden, inklusive dess närhet till USA, förbättringen av förbindelserna med det landet som ett resultat av president Franklin D. Roosevelts goda grannpolitik och de allierade ländernas behov av mexikansk olja för krigsinsatsen. Landet sålde olja till flera länder och dess fartyg seglade genom Mexikanska golfen. Följaktligen hotade tyska ubåtar mexikanska handelsfartyg och varnade för att denna aktivitet kunde få allvarliga konsekvenser.

### Krigsförklaringar
Den 13 maj 1942 sänkte en tysk ubåt en mexikansk oljetanker, Potrero del Llano. Den mexikanska regeringen protesterade omedelbart mot attacken:
Om Mexiko senast nästa torsdag, den 21 maj 1942, inte har fått fullständig tillfredsställelse från det land som är ansvarigt för aggressionen, samt garantier för att kompensation för de skador som lidit kommer att täckas vederbörligen, kommer republikens regering omedelbart att vidta de åtgärder som krävs av nationell heder.

Mexiko fick inget svar, förutom en ny attack den 20 maj. Ett annat tankfartyg, SS Faja de Oro, sänktes i Mexikanska golfen av en tysk torped. Den 22 maj kallade president Manuel Ávila Camacho till en extra session i kongressen för att ge den verkställande makten makten att förklara ett krigstillstånd mellan Mexiko och axelmakterna. Innan kongressen förklarade Ávila Camacho följande:
Mexikos inställning till denna eventualitet bygger på det faktum att vår beslutsamhet härrör från ett behov av legitimt försvar. Vi känner till gränserna för våra militära resurser och vi vet att, med tanke på de enorma internationella massorna i konflikt, kommer vår roll i den nuvarande konflikten inte att bestå av extrakontinentala militära aktioner, som vi inte är beredda på.
Neutralitet var ett minne blott, och Mexiko ställde sig uttryckligen på de allierades sida som ett krigförande land. Lázaro Cárdenas, som lämnade ämbetet som president i början av kriget, utnämndes till försvarsminister och där Servicio Militar Nacional (SMN). Tyska, japanska och italienska medborgares egendom konfiskerades också. President Ávila Camacho indikerade dock att Mexikos roll i konflikten inte var på slagfältet, utan snarare i att förbereda sitt försvar och tillhandahålla resurser till sina nya allierade.
Till en början var det mexikanska deltagandet i kriget begränsat till det militära försvaret av Baja California-kusten, men de allierade makterna övertygade Mexiko om att skicka trupper till slagfältet. 

### Krigföringen
1943, på grund av den militära situationen i Europa, började den mexikanska regeringen ompröva sin vägran att delta i kriget med mexikanska trupper där. Då var de allierade redan på offensiven på alla fronter, och möjligheten till ett tyskt eller japanskt angrepp på den amerikanska kontinenten verkade allt mer avlägsna. Därför beslutade Mexiko att skicka en symbolisk styrka till krigsfronten för att slåss under den mexikanska flaggan, förutsatt att det var en flygvapenkontingent i Stillahavskampanjen. Sålunda, 1944, anlände Squadron 201 till USA för att få flygutbildning. Ett år senare, 1945, var skvadronen redo för strid; Denna skvadron av stridsflygplan deltog direkt i Filippinernas kampanj tillsammans med United States Air Force och Royal Australian Air Force.
I juni 1945 flög skvadronen initialt uppdrag med 310:e jaktskvadronen, ofta två gånger dagligen, med lånade amerikanska flygplan. Det tog emot 25 nya P-47D-30-RA flygplan i juli, märkta med USAAF och mexikanska flygvapnets insignier. Skvadronen flög över 90 stridsuppdrag, totalt över 1 900 flygtimmar. Han deltog i de allierade försöken att bomba Luzon och Formosa för att driva japanerna från dessa öar. Den attackerade obevekligt japanska styrkor koncentrerade främst på Luzon och flög 53 stridsuppdrag som en del av U.S.A. Air Force krigsorganisationen, och specificerade stöd till 25:e infanteridivisionen, filippinska armén, såväl som många filippinska gerillasoldater, som bröt in i Cagayandalen, där dess japanska markförsvarsskvadron ödelade. Nära stöduppdrag bestod i första hand av att attackera fästen, förutom att inleda attacker mot baser, befästningar, försörjningsvägar och maskingevärsgropar.
Under deras strid i Filippinerna dödades fem piloter från skvadronen (en sköts ner, en kraschade och tre fick slut på bränsle och dog till sjöss); och tre andra dog i träningsolyckor. Piloten Hector Espinoza Galvan flög med en amerikansk pilot, men fick slut på bränsle och kraschade i havet; hans kropp hittades aldrig. Kapten Pablo Ribaz Martínez och underlöjtnant Guillermo García Ramos fångades av en storm, vilket resulterade i att Ribaz Martínez dog medan García Ramos överlevde efter att ha blivit räddad. Den 21 juli 1945 kraschade underlöjtnant Mario López Portillo tillsammans med en annan pilot från 311:e skvadronen in i ett närliggande berg och dog i processen. Förlusterna av dessa piloter skulle vara ett hårt slag för 201:a skvadronen, medan den femte styrkan flyttade till Okinawa för att fortsätta trakassera attacker mot japanerna. Det mexikanska expeditionsflygvapnet tilldelades 311:e skvadronens servicegrupp och flög den 24 augusti ett konvojeskortuppdrag norr om Filippinska havet för att förhindra japanska attacker. Efter intensiva strider och förlusten av kamrater fullbordades uppdraget.

### Övrigt
Mexikos deltagande i andra världskriget var inte begränsat till striden med japanerna. Tusentals mexikaner kämpade på slagfältet som frivilliga i utländska arméer eller som invånare i andra länder. Det uppskattas att mellan 50 000 och 80 000 mexikaner kämpade på olika fronter, många av dem frivilligt. På D-dagen fanns även mexikanska kombattanter, alla frivilliga och födda i andra länder, bland dem Luis Pérez Gómez, som tog värvning som pilot i Royal Canadian Air Force och deltog i olika uppdrag under landningarna i Normandie.
En av de mest anmärkningsvärda mexikanerna som tjänstgjorde som förstärkningar för andra trupper var José M. López, som kämpade tillsammans med amerikanska trupper och vars tapperhet i konflikten var sådan att han efter den allierade segern fick hedersmedaljen, arméns högsta utmärkelse. Detta följde på hans deltagande i Ardenneroffensiven, där han och andra soldater gick mot den tyska offensiven. Mendoza, med ett maskingevär, orsakade nästan 100 offer för tyskarna.